# Середня лінія
Середня лінія  фігур в планіметрії — відрізок, що з'єднує середини двох сторін цієї фігури. Поняття вживається для наступних фігур: трикутник, чотирикутник, трапеція.

## Середня лінія трикутника

Середня лінія трикутника

Середня лінія трикутника — відрізок, що з'єднує середини двох сторін цього трикутника.

### Властивості
- Середня лінія паралельна основі трикутника та дорівнює її половині;
- При проведенні всіх трьох середніх ліній утворюються 4 рівних трикутника, подібних та навіть гомотетичних до основного трикутника з коефіцієнтом 1 / 2.
- Середня лінія відсікає трикутник, який подібний до цього, а його площа дорівнює одній чверті всього загального трикутника.

## Середня лінія чотирикутника
Середня лінія чотирикутника — відрізок, що з'єднує середини протилежних сторін чотирикутника.

### Властивості
- Якщо в опуклому чотирикутнику середня лінія утворює рівні кути з діагоналями чотирикутника, то діагоналі рівні.
- Довжина середньої лінії чотирикутника менше півсуми двох інших сторін або дорівнює їй, якщо ці сторони паралельні, і лише в цьому випадку.
- Точка перетину середніх ліній чотирикутника є їхньою спільною серединою і розділяє навпіл відрізок, що з'єднує середини діагоналей. Крім того, вона є центроїдом вершин чотирикутника.

## Середня лінія трапеції
Середня лінія трапеції — відрізок, що сполучає середини бічних сторін цієї трапеції.

### Властивості
- Середня лінія трапеції паралельна основам і дорівнює їх півсумі.
- Середини сторін рівнобедреної трапеції є вершинами ромбу.